# Cristian Tassano
Cristian Marcelo González Tassano (Montevideo, Uruguay, 23 de julio de 1996) es un futbolista uruguayo de origen italiano. Juega de defensa central y su equipo actual es el Sport Clube União Torreense de la Segunda División de Portugal, cedido a préstamo desde FC Khimki.

## Trayectoria
Se unió a Danubio Fútbol Club en 2010 con edad de Séptima División, procedente de Peñarol de AUFI, realizó las divisiones juveniles en el conjunto de la Curva.
Debutó como profesional el 7 de marzo de 2015, cuando el técnico Leonardo Ramos lo puso como titular contra Wanderers en el Estadio Jardines del Hipódromo y empataron 0-0 en la tercera fecha del Torneo Clausura.
El 17 de marzo debutó a nivel internacional en la Copa Libertadores de América, contra Corinthians en el Estadio Luis Franzini, jugó todo el partido pero perdieron 1-2.
Cristian finalizó el segundo semestre de la temporada 2014-15, con 9 partidos jugados en el Torneo Clausura y 4 por Copa Libertadores.
En el Torneo Apertura de 2015, no tuvo oportunidades en las primeras fecha, pero jugó los 9 partidos finales como titular. Danubio quedó en séptima posición.
Comenzó la pretemporada 2016 con el club, y disputó la Copa Suat con el primer equipo, se enfrentó como titular al clásico rival, Defensor Sporting y ganaron 1-0 con un gol cuando se terminaba el partido. En la final, se enfrentaron al River Plate de Juan Ramón Carrasco, nuevamente fue titular y ganaron 3-1.
Fue titular desde la primera fecha del Torneo Clausura, mantuvo el puesto a pesar de resultados adversos. Jugó 13 partidos, todos desde el inicio, recibió 6 tarjetas amarillas, y una doble amarilla.
A mitad de año, inició la pretemporada con Danubio, pero antes de comenzar el campeonato local, surgió una posibilidad de emigrar al exterior. Se despidió de sus compañeros el 19 de agosto de 2016.
Dejó el club con 35 partidos jugados, 31 en el campeonato uruguayo y 4 a nivel internacional.
El 23 de agosto de 2016, firmó un contrato por 4 años para jugar con el filial del Sevilla en la Segunda División de España. Debutó en Europa el 26 de agosto, sustituyó a su compatriota Andrés Schetino contra el Tenerife y empataron 1-1. Marcó su primer gol contra la UD Almería en la fecha 14, gracias a su anotación ganaron por la mínima.
El 30 de noviembre es convocado para el partido de Dieciseisavos de la Copa del Rey contra la SD Formentera, pero no tuvo minutos.
Jugó en el club un total de 49 partidos y anotó un gol.
El descenso del filial sevillista a la Segunda División B hizo que hubiese que reestructurar la plantilla, con lo que en agosto de 2018 se marchó cedido por una temporada al Football Club Twente de la Eerste Divisie que también fichó a Cantalapiedra. Disputó un total de 35 partidos con el equipo neerlandés.
La siguiente temporada fue cedido en verano al Mirandés de la Segunda División de España. Jugó un total de doce partidos y marcó un gol antes de regresar al equipo hispalense para ser cedido de nuevo a Rosario Central.
En la temporada 2020-21 fichó por el Santa Clara portugués. Jugó un total de cuarenta partidos y convirtió un gol.
En el mercado invernal de la 2022-23 fue adquirido por el equipo de la Premier rusa del FK Khimki por 300.000 euros, firmó contrato hasta 2025.
Para la temporada 2023-24 fue cedido al Sport Clube União Torreense de la Segunda División de Portugal.

## Selección nacional
Ha sido internacional con la selección juvenil de Uruguay en la categoría sub-20.
El lunes 13 de abril de 2015 entrenó por primera vez con la selección sub-20 de Uruguay. No pudo ser parte de un partido amistoso debido a que Danubio jugaba un partido internacional en dos días y Leonardo Ramos lo convocó.
Debutó con la Celeste el 11 de mayo en un partido amistoso contra Honduras, jugó como titular, lo expulsaron y perdieron 2 a 1.
El 14 de mayo fue seleccionado para defender a Uruguay en la Copa Mundial Sub-20 de Nueva Zelanda. Debutó a nivel mundial el 6 de junio contra Malí, jugó como titular y empataron 1 a 1. Llegaron hasta octavos de final, ya que empataron contra Brasil y perdieron 5 a 4 por penales.

### Participaciones en juveniles
| Competición                 | Sede          | Resultado        | Partidos | Goles |
| --------------------------- | ------------- | ---------------- | -------- | ----- |
| Copa Mundial Sub-20 de 2015 | Nueva Zelanda | Octavos de final | 1        | 0     |

### Detalles de partidos
| Detalle de partidos con la Sub-20 | Detalle de partidos con la Sub-20 | Detalle de partidos con la Sub-20 | Detalle de partidos con la Sub-20 | Detalle de partidos con la Sub-20 | Detalle de partidos con la Sub-20 | Detalle de partidos con la Sub-20 | Detalle de partidos con la Sub-20 | Detalle de partidos con la Sub-20 | Detalle de partidos con la Sub-20 |
| N.º                               | Rival                             | Resultado                         | Fecha                             | Lugar                             | Competencia                       | Goles                             | Asistencias                       | Ref.                              |                                   |
| --------------------------------- | --------------------------------- | --------------------------------- | --------------------------------- | --------------------------------- | --------------------------------- | --------------------------------- | --------------------------------- | --------------------------------- | --------------------------------- |
| 1                                 | Honduras                          | 1:2 (0:1)                         | 11 de mayo de 2015                | Maldonado · Uruguay               | Amistoso                          | -                                 | -                                 | 1                                 |                                   |
| 2                                 | Honduras                          | 5:0 (5:0)                         | 13 de mayo de 2015                | Montevideo · Uruguay              | Amistoso                          | -                                 | -                                 | 2                                 |                                   |
| 3                                 | Panamá                            | 0:1 (0:0)                         | 20 de mayo de 2015                | Hamilton Nueva Zelanda            | Amistoso                          | -                                 | -                                 | 3                                 |                                   |
| 4                                 | Malí                              | 1:1 (1:1)                         | 6 de junio de 2015                | Hamilton Nueva Zelanda            | Copa Mundial Fase de grupos       | -                                 | -                                 | 4                                 |                                   |

## Estadísticas

### Clubes
Actualizado al último partido disputado el 19 de noviembre de 2023.
| Club                            | Div.          | Temporada     | Liga  | Liga  | Liga   | Copas nacionales | Copas nacionales | Copas nacionales | Copas internacionales | Copas internacionales | Copas internacionales | Total | Total | Total  |
| Club                            | Div.          | Temporada     | Part. | Goles | Asist. | Part.            | Goles            | Asist.           | Part.                 | Goles                 | Asist.                | Part. | Goles | Asist. |
| ------------------------------- | ------------- | ------------- | ----- | ----- | ------ | ---------------- | ---------------- | ---------------- | --------------------- | --------------------- | --------------------- | ----- | ----- | ------ |
| Danubio F. C. · Uruguay         | 1.ª           | 2014-15       | 9     | 0     | 0      | -                | -                | -                | 4                     | 0                     | 0                     | 13    | 0     | 0      |
| Danubio F. C. · Uruguay         | 1.ª           | 2015-16       | 22    | 0     | 0      | -                | -                | -                | -                     | -                     | -                     | 22    | 0     | 0      |
| Danubio F. C. · Uruguay         | Total club    | Total club    | 31    | 0     | 0      | 0                | 0                | 0                | 4                     | 0                     | 0                     | 35    | 0     | 0      |
| Sevilla Atlético · España       | 2.ª           | 2016-17       | 17    | 1     | 0      | 0                | 0                | 0                | -                     | -                     | -                     | 17    | 1     | 0      |
| Sevilla Atlético · España       | 2.ª           | 2017-18       | 14    | 1     | 0      | -                | -                | -                | -                     | -                     | -                     | 14    | 0     | 0      |
| Sevilla Atlético · España       | Total club    | Total club    | 31    | 2     | 0      | 0                | 0                | 0                | 0                     | 0                     | 0                     | 31    | 2     | 0      |
| F. C. Twente · Países Bajos     | 2.ª           | 2018-19       | 33    | 0     | 2      | 2                | 0                | 0                | -                     | -                     | -                     | 35    | 0     | 2      |
| F. C. Twente · Países Bajos     | Total club    | Total club    | 33    | 0     | 2      | 2                | 0                | 0                | 0                     | 0                     | 0                     | 35    | 0     | 2      |
| C. D. Mirandés · España         | 2.ª           | 2019-20       | 10    | 0     | 0      | 2                | 0                | 0                | -                     | -                     | -                     | 12    | 0     | 0      |
| C. D. Mirandés · España         | Total club    | Total club    | 10    | 0     | 0      | 2                | 1                | 0                | 0                     | 0                     | 0                     | 12    | 1     | 0      |
| C. A. Rosario Central Argentina | 1.ª           | 2019-20       | 2     | 1     | 0      | 0                | 0                | 0                | -                     | -                     | -                     | 2     | 1     | 0      |
| C. A. Rosario Central Argentina | Total club    | Total club    | 2     | 1     | 0      | 0                | 0                | 0                | 0                     | 0                     | 0                     | 2     | 1     | 0      |
| C. D. Santa Clara Portugal      | 1.ª           | 2020-21       | 2     | 0     | 0      | -                | -                | -                | -                     | -                     | -                     | 2     | 0     | 0      |
| C. D. Santa Clara Portugal      | 1.ª           | 2021-22       | 20    | 0     | 0      | 3                | 0                | 0                | 0                     | 0                     | 0                     | 23    | 0     | 0      |
| C. D. Santa Clara Portugal      | 1.ª           | 2022-23       | 13    | 1     | 0      | 2                | 0                | 0                | -                     | -                     | -                     | 15    | 1     | 0      |
| C. D. Santa Clara Portugal      | Total club    | Total club    | 35    | 1     | 0      | 5                | 0                | 0                | 0                     | 0                     | 0                     | 40    | 1     | 0      |
| F. K. Jimki · Rusia             | 1.ª           | 2022-23       | 6     | 0     | 0      | -                | -                | -                | -                     | -                     | -                     | 6     | 0     | 0      |
| F. K. Jimki · Rusia             | 2.ª           | 2023-24       | 1     | 0     | 0      | -                | -                | -                | -                     | -                     | -                     | 1     | 0     | 0      |
| F. K. Jimki · Rusia             | Total club    | Total club    | 7     | 0     | 0      | 0                | 0                | 0                | 0                     | 0                     | 0                     | 7     | 0     | 0      |
| S. C. U. Torreense Portugal     | 2.ª           | 2023-24       | 3     | 0     | 0      | 2                | 1                | 0                | -                     | -                     | -                     | 5     | 1     | 0      |
| S. C. U. Torreense Portugal     | Total club    | Total club    | 3     | 0     | 0      | 2                | 1                | 0                | 0                     | 0                     | 0                     | 5     | 1     | 0      |
| Total carrera                   | Total carrera | Total carrera | 152   | 4     | 2      | 11               | 1                | 0                | 4                     | 0                     | 0                     | 167   | 5     | 2      |
| 1.                              |               |               |       |       |        |                  |                  |                  |                       |                       |                       |       |       |        |

### Selección
Actualizado al último partido disputado el 6 de junio de 2015.
| Selección         | Temporada         | Continental | Continental | Continental | Mundial | Mundial | Mundial | Amistosos | Amistosos | Amistosos | Total | Total | Total  |
| Selección         | Temporada         | Part.       | Goles       | Asist.      | Part.   | Goles   | Asist.  | Part.     | Goles     | Asist.    | Part. | Goles | Asist. |
| ----------------- | ----------------- | ----------- | ----------- | ----------- | ------- | ------- | ------- | --------- | --------- | --------- | ----- | ----- | ------ |
| Sub-20 · Uruguay  | 2014-15           | -           | -           | -           | 1       | 0       | 0       | 3         | 0         | 0         | 4     | 0     | 0      |
| Sub-20 · Uruguay  | Total sel.        | 0           | 0           | 0           | 1       | 0       | 0       | 3         | 0         | 0         | 4     | 0     | 0      |
| Total selecciones | Total selecciones | 0           | 0           | 0           | 1       | 0       | 0       | 3         | 0         | 0         | 4     | 0     | 0      |
| 1.                |                   |             |             |             |         |         |         |           |           |           |       |       |        |

## Palmarés

### Títulos nacionales
| Título         | Club         | País         | Año  |
| -------------- | ------------ | ------------ | ---- |
| Eerste Divisie | F. C. Twente | Países Bajos | 2019 |